# Hoàng Dũng (ca sĩ)
Nguyễn Hoàng Dũng, thường được biết đến với nghệ danh Hoàng Dũng (sinh ngày 4 tháng 11 năm 1995), là một nam ca sĩ kiêm nhạc sĩ sáng tác ca khúc người Việt Nam. Anh từng đạt danh hiệu Á quân của cuộc thi Giọng hát Việt vào năm 2015 và lọt vào top 10 của cuộc thi Bài hát hay nhất vào năm 2016.
Hoàng Dũng bắt đầu được chú ý khi thể hiện ca khúc Yếu đuối do chính anh sáng tác trong đêm chung kết cuộc thi Giọng hát Việt, và đây cũng là khởi đầu cho sự nghiệp âm nhạc của anh. Sau cuộc thi, Hoàng Dũng hoạt động như một nghệ sĩ độc lập và cho ra mắt các ca khúc về chủ đề tình yêu như Đôi lời tình ca và Nàng thơ, qua đó anh được xem là "Hoàng tử tình ca" của âm nhạc Việt Nam.
Tháng 12 năm 2020, Hoàng Dũng cho ra mắt album phòng thu đầu tay 25. Ngoài ra, anh còn tham gia viết nhạc cho nhiều dự án phim điện ảnh Việt Nam gồm Tao không xa mày (2017), Mùa viết tình ca (2018) và 100 ngày bên em (2018).

## Tiểu sử
Hoàng Dũng sinh ra và lớn lên tại thành phố Thái Nguyên, trong gia đình bốn người, có bố mẹ anh đều là công chức nhà nước. Bố mất sớm, Hoàng Dũng sống cùng mẹ và anh trai. Từ khi còn là học sinh, Hoàng Dũng đã thể hiện niềm đam mê với âm nhạc và tham gia những diễn đàn về rap/hiphop và sở hữu một kênh YouTube để đăng tải các video cover và tự sáng tác.
Sau khi tốt nghiệp cấp 3, Hoàng Dũng theo học chuyên ngành Kinh tế đối ngoại của trường Đại học Ngoại thương Hà Nội. Tuy nhiên, với niềm say mê âm nhạc, anh cùng một vài người bạn đã thành lập ban nhạc và đi diễn tại các phòng trà ở Hà Nội ngoài giờ học.

## Sự nghiệp

### Năm 2015:

#### Tham gia The voice 2015
Trong một lần đi diễn cùng ban nhạc của mình, Hoàng Dũng được một người bạn khuyên đi đăng ký thử giọng chương trình Giọng hát Việt. Đây được coi là bước khởi đầu trong sự nghiệp ca hát của anh.
Sau khi thể hiện bản hit Mùa yêu đầu của ca sĩ Đinh Mạnh Ninh, Hoàng Dũng đã gây ấn tượng cho 4 huấn luyện viên và khán giả, sau đó anh chọn huấn luyện viên Thu Phương là người dẫn dắt mình trong cuộc thi. Trong cuộc thi, anh cũng phối lại bản hit Không phải dạng vừa đâu của Sơn Tùng M-TP theo phong cách blue jazz, thể hiện những ca khúc tự sáng tác như Đường đêm và Yếu đuối. Kết thúc cuộc thi, anh đạt danh hiệu Á quân.

#### Ra mắt MV đầu tay
Hoàng Dũng ra mắt MV Chờ anh nhé sáng tác bởi nhạc sĩ Minh Min kết hợp cùng nghệ sĩ violin Hoàng Rob, được quay tại Đà Lạt. Ca khúc nói về chủ đề yêu xa đã nhận được nhiều sự chú ý và gắn liền với tên tuổi anh cho đến hiện tại.

### Năm 2016:

#### Tham gia Bài hát hay nhất
Với mong muốn học hỏi thêm về sáng tác, Hoàng Dũng đã tham gia cuộc thi Bài hát hay nhất 2016. Với ca khúc Vì anh vẫn, anh đã thành công thuyết phục các huấn luyện viên và chọn về đội của nhạc sĩ Giáng Son. Trong vòng thử thách "Trại sáng tác 24h", Hoàng Dũng đã viết ca khúc Đi đâu để thấy hoa bay, giành số điểm tuyệt đối từ hội đồng thẩm định và lọt top 10 thí sinh xuất sắc nhất.
Ở vòng cuối, Hoàng Dũng thể hiện ca khúc Giấc Mơ Yên Bình và nhận được nhiều lời khen từ khán giả dành cho tư duy sáng tác cũng như phong độ ổn định mà anh duy trì được từ những vòng đầu của cuộc thi.

### Năm 2018:

#### MV Nép vào anh và nghe anh hát
Là một ca khúc về chủ đề yêu xa với MV được sản xuất bởi Reel Picture, lấy bối cảnh quay tại vùng núi Tây Bắc, Việt Nam. Với sản phẩm này, Hoàng Dũng lựa chọn thể loại nhạc alternative pop rock—một thể loại nhạc khác so với những sáng tác trước đó, đây được coi là một trong những ca khúc thành công nhất của anh.

### Năm 2020:

#### MV Nàng thơ
Năm 2020, Hoàng Dũng phát hành MV Nàng thơ.
Anh chia sẻ ca khúc lấy cảm hứng từ câu chuyện tình của cố nhạc sĩ Trịnh Công Sơn và "nàng thơ" Dao Ánh. Ca khúc được lên ý tưởng từ năm 2016, nhưng phải 4 năm sau, Hoàng Dũng mới hoàn thành và cho ra mắt sản phẩm này. MV Nàng thơ được quay tại Đà Lạt.
Nàng thơ đã xuất hiện trên nhiều bảng xếp hạng âm nhạc uy tín với thứ hạng cao, nhận được hàng chục triệu lượt xem trên YouTube, và là ca khúc được stream nhiều nhất Việt Nam trong nhiều tuần liền sau khi ra mắt. Đến ngày 3/3/2024, ca khúc Nàng thơ đã đạt được hơn 30 triệu lượt nghe trên Spotify. Ca khúc là một trong những dấu mốc quan trọng trong sự nghiệp của anh.

#### Album 25
25 là album phòng thu đầu tiên của Hoàng Dũng, bao gồm 9 ca khúc do chính anh sáng tác. Để thực hiện dự án, Hoàng Dũng cùng đội ngũ sản xuất đã mất hai năm để lên ý tưởng, thực hiện và hoàn thành sản phẩm. Đây là dự án được khán giả chú ý sau khi hai MV featured nằm trong album là Nàng thơ và Vì một câu nói đón nhận được nhiều phản hồi tích cực.
Album gồm 9 bài hát là câu chuyện về hành trình tìm kiếm giá trị bản thân của một chàng trai trẻ trong thế kỷ 21. Bắt đầu từ những rung động đơn thuần đầu đời trong Nàng thơ, đến những trăn trở về cuộc sống hiện tại trong Thói quen, Chia tay, Bụi, Bữa tiệc của những giác quan đến những ấp ủ, mơ ước về tương lai như Ngủ đi để thấy nhau còn hồn nhiên, Về nhà, hay là những tiếc nuối, những nỗi sợ trong quá khứ ở Vì một câu nói, Nửa thập kỷ
Album 25 là sự tập hợp của nhiều thể loại âm nhạc khác nhau như reggae, swing, chill-out,... Nhạc và lời đều do Hoàng Dũng tự sáng tác và hát, bởi anh tin rằng, hai yếu tố sáng tác và hát không nên tách rời nhau.
Album 25 được phát hành dưới hai phiên bản là CD (physical), do LP Club phát hành, và digital trên các nền tảng như Spotify, Apple Music, NhacCuaTui, Keeng,... Để quảng bá cho tác phẩm, Hoàng Dũng đã tổ chức ba buổi phát hành và ký tặng đĩa CD tại Hà Nội, Huế và thành phố Hồ Chí Minh để trực tiếp gặp gỡ, trao đĩa nhạc tới người hâm mộ.

#### 25 The Concert
Sau khi phát hành album 25 vào tháng 12 năm 2020, Hoàng Dũng cùng đội ngũ sản xuất Allaccess đã mang tới hai concert cùng tên.
Hoàng Dũng tâm sự: "Tôi đã tổ chức khá nhiều minishow ở cả thành phố Hồ Chí Minh và Hà Nội. Đã từ lâu, tôi mong muốn mang đến cho khán giả những trải nghiệm đáng xem và đáng nghe hơn bằng một liveshow chuyên nghiệp. Đó là một giấc mơ và bây giờ đã trở thành sự thật".
Liveshow tại thành phố Hồ Chí Minh được tổ chức vào ngày 9 tháng 1 năm 2021, cùng với hai khách mời là Bùi Anh Tuấn và Nguyên Hà. Liveshow tại Hà Nội, ngày 16 tháng 1 năm 2021, với hai khách mời Thùy Chi và Thế Bảo. Cả hai concert đều thu hút được gần 3000 khán giả cho mỗi đêm nhạc và nhận được phản hồi rất tốt và những lời khen ngợi từ truyền thông và giới chuyên môn.

### Năm 2021:

#### 25 mét vuông
25 mét vuông là một live session của Hoàng Dũng. Thấy được sự đón nhận của khán giả khi biểu diễn live, nên khi kế hoạch tổ chức thêm một concert nữa chưa thể thành hiện thực do dịch COVID-19, Hoàng Dũng chuyển hướng sang làm live session.
25 mét vuông gồm 5 tập.

### Năm 2022

#### EP Yên
EP Yên có tổng cộng 4 track: Yên (intro), Ném câu yêu vào không trung, Đôi mươi và Đoạn kết mới với phong cách âm nhạc chủ đạo là pop ballad. Bên cạnh phiên bản digital, Hoàng Dũng cũng phát hành EP Yên dưới định dạng vật lý.
Ngày 28 tháng 7, Hoàng Dũng phát hành MV Đoạn Kết Mới, mở đường cho chuỗi 3 MV của EP Yên gồm Đoạn kết mới, Ném câu yêu vào không trung và Đôi mươi.
Ngày 24 tháng 8 năm 2022, Hoàng Dũng tổ chức họp báo tại TP Hồ Chí Minh để công bố với báo chí và khán giả về dự án mới nhất mang tên Yên. Cùng ngày, anh phát hành MV Ném câu yêu vào không trung.
Ngày 27 tháng 8 năm 2022, Hoàng Dũng tổ chức kí tặng fan tại TP Hồ Chí Minh và ngày 28 tháng 8 năm 2022 tại Hà Nội, trong chuỗi các hoạt động của dự án Yên.

#### Concert Yên
Sau khi ra mắt EP Yên, Hoàng Dũng tổ chức hai đêm concert cùng tên tại TP Hồ Chí Minh (ngày 15 tháng 10 năm 2022, tại Nhà thi đấu Quân khu 7) và Hà Nội (ngày 4 tháng 11 năm 2022, tại Cung thi đấu Quần Ngựa). Hoàng Dũng và ekip đã mang một căn nhà có thể xoay được 360 độ lên sân khấu và nhận về nhiều lời khen về chất lượng âm nhạc cũng như sự kỳ công trong khâu chuẩn bị chương trình.
Sau concert, Hoàng Dũng phát hành video toàn bộ các màn trình diễn trên kênh YouTube, cũng như bản remix của bài hát Đôi mươi và nhận được nhiều lời khen từ phía khán giả.

### Năm 2023:
Tháng 5 năm 2023, Hoàng Dũng chấp bút lời Việt cho ca khúc Masquerade cho tân binh Midnatt đến từ Hybe Corporation. Sau đó vào ngày 11 tháng 7 năm 2023, Hoàng Dũng kết hợp cùng Midnatt cho ra mắt sản phẩm chung là một studio session cho ca khúc Masquerade. Trong đó, Hoàng Dũng lần đầu thể hiện khả năng hát tiếng Hàn của mình.
Ngày 18 tháng 8 năm 2023, Hoàng Dũng tham gia Ca sĩ mặt nạ mùa 2 của VieON với mascot Thỏ Xỏ Khuyên. Anh thể hiện các ca khúc Khi người mình yêu khóc, Em mới là người yêu anh, Người con gái ta thương.
Năm 2024
Tháng 2 năm 2024, Hoàng Dũng trở lại với dự án The Making Of Yên Concert. Hoàng Dũng đưa những Bạn Nhạc của mình trở về những khoảnh khắc khó quên của Yên Concert, cùng ôn lại cột mốc kỷ niệm sau 2 đêm diễn bùng nổ về cảm xúc năm 2022 qua phim tài liệu này. Những thước phim kể lại câu chuyện hậu trường tập luyện, những thách thức, những cảm xúc chân thật của anh và cộng sự trải qua để có hai đêm diễn thành công với hơn gần 10.000 khán giả ở Hà Nội và Thành phố Hồ Chí Minh.

## Danh sách đĩa nhạc

#### Album phòng thu
- 25 (2020)
- Xoay tròn (2025)

### Đĩa mở rộng
| Tên                                 | Thông tin EP                                                      |
| ----------------------------------- | ----------------------------------------------------------------- |
| Hoàng hôn mùa đông (với Thu Phương) | - Phát hành: 1 tháng 2, 2016 - Hãng: D&D Entertainment            |
| Tình ca mùa thu                     | - Phát hành: 21 tháng 9 năm 2018 - Hãng: Sony Music Entertainment |
| Tình ca Hoàng Dũng                  | - Phát hành: 9 tháng 11 năm 2018 - Hãng: Sony Music Entertainment |
| 25 mét vuông                        | - Phát hành: ngày 21 tháng 11 năm 2021 - Hãng: Yin Yang Media     |
| Yên                                 | - Phát hành: ngày 24 tháng 8 năm 2022 - Hãng: Believe Music       |

### Album/EP góp mặt
| Năm  | Tên        | Nghệ sĩ    | Ca khúc | Chú thích |
| ---- | ---------- | ---------- | ------- | --------- |
| 2017 | Hội trăng  | Thu Phương | Thương  | Sáng tác  |
| 2019 | Trò chuyện | Hoàng Rob  | Tặng    | Sáng tác  |

### Đĩa đơn
| Năm  | Tên                         | Kết hợp cùng | Ghi chú                           | Tham khảo |
| ---- | --------------------------- | ------------ | --------------------------------- | --------- |
| 2015 | Đường đêm                   |              |                                   |           |
| 2015 | Yếu đuối                    |              |                                   |           |
| 2015 | Buồn ơi là buồn             | Thu Phương   |                                   |           |
| 2016 | Có những mùa đông           | Hoàng Rob    |                                   |           |
| 2016 | Chờ anh nhé                 | Hoàng Rob    |                                   |           |
| 2017 | Đi đâu để thấy hoa bay      |              |                                   |           |
| 2017 | Chẳng nói nên lời           |              |                                   |           |
| 2018 | Đôi lời                     |              |                                   |           |
| 2018 | Nép vào anh và nghe anh hát |              |                                   |           |
| 2019 | Và mùa đông sang            | Thu Phương   |                                   |           |
| 2019 | Vì anh vẫn                  |              |                                   |           |
| 2019 | Đôi lời tình ca             |              | Mashup Đôi Lời – Mùa Viết Tình Ca |           |
| 2019 | Ngu nghếch                  |              |                                   |           |
| 2020 | Nàng thơ                    |              | Album 25                          |           |
| 2020 | Vì một câu nói              |              | Album 25                          |           |
| 2022 | Yên (intro)                 |              |                                   |           |
| 2022 | Đoạn kết mới                |              | EP Yên                            |           |
| 2022 | Đôi mươi                    |              | EP Yên                            |           |
| 2022 | Ném câu yêu vào không trung |              | EP Yên                            |           |
| 2024 | La bàn                      |              |                                   |           |
| 2024 | Cuối tuần (1825)            |              |                                   |           |

### Các dự án kết hợp
| Năm  | Tên                                | Kết hợp cùng    | Ghi chú           | Tham khảo |
| ---- | ---------------------------------- | --------------- | ----------------- | --------- |
| 2020 | từ thích thích thành thương thương | Amee            |                   |           |
| 2021 | Khi em lớn                         | Orange          |                   |           |
| 2022 | Hương mùa hè                       | Suni Hạ Linh    |                   |           |
| 2022 | Hoa Kì                             | Hứa Kim Tuyền   |                   |           |
| 2023 | Đứa nào làm em buồn                | Phúc Du         |                   |           |
| 2023 | Slower (Live session)              | Khắc Hưng       |                   |           |
| 2023 | Hoá đơn tiền điện                  | Thu Minh        |                   |           |
| 2023 | Đôi mươi (Remix)                   | GDucky          | Album Yên Concert |           |
| 2023 | Bông thiên điểu                    | MTV             |                   |           |
| 2024 | Nơi pháo hoa rực rỡ                | Orange, Cẩm Vân | Đi để trở về 8    |           |

## Giải thưởng và thành tích

### Giải thưởng
- Á quân Giọng hát Việt 2015.
- Top 10 Bài hát hay nhất 2016.
- Gương mặt mới xuất sắc – Làn sóng xanh 2020.
- Âm nhạc của năm cho ca khúc Về nghe mẹ ru – Âm nhạc của năm (TikTok Awards Việt Nam 2022) cùng Nghệ sĩ nhân dân Bạch Tuyết[9], nhạc sĩ Hứa Kim Tuyền và 14Casper.
- Top 10 nghệ sĩ xuất sắc nhất năm Zing MP3 – Best of 2022.[10]
- Top 6 nghệ sĩ có nhiều lượt nghe nhất trên Spotify năm 2021.
- Top 5 nghệ sĩ có nhiều lượt nghe nhất trên Spotify năm 2022.
- 3 năm liên tiếp trong top nghệ sỹ được nghe nhiều nhất trên Spotify (cụ thể 2021 top 6, 2022 top 5 và 2023 top 19).
- Hơn 1 triệu người nghe hàng tháng trên Spotify

### Đề Cử
- Music Video của năm: Nàng thơ – We Choice Award 2020
- Nghệ sĩ có hoạt động đột phá – We Choice Award 2020.

## Sáng tác
- Buồn ơi là buồn
- Bụi
- Bữa tiệc của những giác quan
- Chẳng nói nên lời
- Chia tay
- Có những mùa đông
- Đi đâu để thấy hoa bay
- Đoạn kết mới
- Đôi lời
- Đôi lời tình ca
- Đôi mươi
- Đường đêm
- Giấc mơ yên bình
- Kế hoạch yêu
- Masquerade (viết lời Việt)
- Mùa viết tình ca
- Nàng thơ
- Ném câu yêu vào không trung
- Nép vào anh và nghe anh hát
- Ngu nghếch
- Ngủ đi để thấy nhau còn hồn nhiên
- Người tình của nắng (với lời rap mới do Hải Đăng Doo viết, lời mới do Captain và LyLy viết)
- Nửa thập kỷ
- Tặng
- Thói quen
- Thương
- Về nhà
- Vì anh vẫn
- Vì một câu nói
- Yên (intro)
- Yếu đuối